# Rohrmühle (Flachslanden)
Rohrmühle (fränkisch: Rohr-mil) ist ein Gemeindeteil des Marktes Flachslanden im Landkreis Ansbach (Mittelfranken, Bayern). Rohrmühle liegt in der Gemarkung Flachslanden.

## Geografie
Die Einöde liegt an der Fränkischen Rezat. Südlich des Orts münden der Vogelbach und Sulzbach als rechte Zuflüsse in die Rezat. 1,5 km östlich im Forst Birkenfels erhebt sich der Heßberg (489 m ü. NHN), 0,5 km nordwestlich liegt das Hochholz. Eine Gemeindeverbindungsstraße führt zur Staatsstraße 2253 (0,4 km nördlich) bzw. nach Oberheßbach zur Bundesstraße 13 (1,3 km südlich).

## Geschichte
Der Ort wurde 1503 als „Roermüll“ erstmals urkundlich erwähnt. Der Ortsname bedeutet Zur Mühle beim Schilfrohr.
Gegen Ende des 18. Jahrhunderts gehörte Rohrmühle zur Realgemeinde Kellern. Die Mühle hatte das brandenburg-ansbachische Vogtamt Birkenfels als Grundherrn. Unter der preußischen Verwaltung (1792–1806) des Fürstentums Ansbach erhielt die Rohrmühle die Hausnummer 5 des Ortes Kellern. Von 1797 bis 1808 unterstand der Ort dem Justiz- und Kammeramt Ansbach.
Im Rahmen des Gemeindeedikts wurde die Rohrmühle dem 1808 gebildeten Steuerdistrikt Flachslanden und der 1811 gegründeten Ruralgemeinde Flachslanden zugeordnet.

## Einwohnerentwicklung
| Jahr      | 001818 | 001840 | 001861 | 001871 | 001885 | 001900 | 001925 | 001950 | 001961 | 001970 | 001987 |
| Einwohner | 5      | 6      | *      | 9      | 12     | 10     | 9      | 14     | 2      | 2      | 2      |
| Häuser    | 2      | 1      |        |        | 1      | 1      | 1      | 1      | 1      |        | 1      |
| Quelle    | [ 13 ] | [ 14 ] | [ 15 ] | [ 16 ] | [ 17 ] | [ 18 ] | [ 19 ] | [ 20 ] | [ 21 ] | [ 22 ] | [ 1 ]  |

## Religion
Der Ort ist seit der Reformation evangelisch-lutherisch geprägt und bis heute nach St. Laurentius (Flachslanden) gepfarrt. Die Einwohner römisch-katholischer Konfession sind nach St. Dionysius (Virnsberg) gepfarrt.